# Judith (Georges Reverdy)
Pour les articles homonymes, voir Judith.
Judith est une gravure sur cuivre au burin réalisée par Georges Reverdy. Il existe qu'un exemplaire conservée à la BnF dans le département des estampes. Elle mesure 175 × 100 mm.

## Description
La gravure représente Judith, qui porte une armure, sur une grande partie de l'œuvre, qui tient dans ses mains la tête d'un homme qui serait Holopherne. 